# フェデリコ・カッラーロ
フェデリコ・カッラーロ（Federico Carraro,1992年6月23日 - ）はイタリア・パドヴァ出身のサッカー選手。フェラルピサロ所属。ポジションはフォワード及びミッドフィールダー。

## 人物
イタリアの次代のファンタジスタ。各アンダー世代のイタリア代表に招集されており、また飛び級でU-21イタリア代表にも選出されている。身体的には大柄ではなく戦術的なプレーに対する伸び白も残しているが、それを補って余る創造的なプレーとテクニックを併せ持っている。両足で遜色ないプレーが可能であり、典型的な10番タイプの選手である。現地ガゼッタ・デロ・スポルト紙にはジエゴのようだと評されている。また、同紙のファビアーナ・デッラ・ヴァッレが選ぶ2010年のトルネオ・ディ・ヴィアレッジョの注目スター選手に選ばれ、「フィオレンティーナの至宝」と紹介された。

## 来歴

### クラブ
2006年にパドヴァからフィオレンティーナの下部組織に移籍する。2008-09シーズン、フィオレンティーナのアッリエーヴィ在籍時にカンピオナート・アッリエーヴィ・ナツィオナーリにて優勝する。当時のチームでの絶対的エースであり、右ウィングやトレクァルティスタとして活躍した。2009年には下部組織の1つ上のカテゴリであるプリマヴェーラに所属するとともに、トップチームにおけるUEFAチャンピオンズリーグのBリスト選手に登録される。2010年1月14日に行われたコッパ・イタリアでの対ACキエーヴォ・ヴェローナ戦にて、後半36分に同じくデビューを果たしたクマ・エルハジ・ババカルと交代出場、わずか17歳にしてトップチームデビュー及び、プロ公式戦デビューを果たす。10分ほどのデビューであったが詰め掛けたヴィオラティフォージに拍手とともに向かいいれられた。同年5月16日、シーズン最終節のASバーリ戦にてセリエAデビューを果たす。

### 代表
フィオレンティーナの下部組織に在籍した2006年から、各アンダー世代の代表に招集されるようになる。2009年10月5日には、UEFA U-21欧州選手権2011の予選リーグのボスニア・ヘルツェゴビナ代表戦に向けてピエルルイジ・カジラギ監督によって飛び級で招集される。同月、2009年10月24日から11月15日まで行われた2009 FIFA U-17ワールドカップのイタリア代表メンバーに選出される。大会1試合目のアルジェリア戦に途中交代で出場すると、攻撃面で同世代から一歩抜け出たプレーを披露し、さらにアクロバティックな決勝点を奪うことで膠着した試合を一変させる。イタリアでは次代のファンタジスタと賞賛された。当初は前評判の高かったステファン・エル・シャーラウィの控えと目されていたが、この活躍によりその後の試合はカッラーロがエースとなりスタメンでプレー、チームを牽引した。カッラーロの得点は後方からのボールのダイレクトボレーシュート
とフリーキックによる直接ゴール
とアクロバティックなものであった。

## エピソード
- 甘いマスクをしており、現地イタリアでは女性のファンも多い。
- ピエトロ・イエメッロ、ミケーレ・カンポレーゼ、アンドレア・バグナイらの2009 FIFA U-17ワールドカップのイタリア代表メンバーやクマ・エルハジ・ババカル、ダニエル・コフィ・アギエイらと共にヴィオラ下部組織の黄金世代である。

## 所属クラブ
- カルチョ・パドヴァ 2001-2006
- ACFフィオレンティーナ 2006-2011 (ユース)
- ACFフィオレンティーナ 2009-2013
- → モデナFC (loan) 2011-2012
- → FCプロ・ヴェルチェッリ1892 (loan) 2012-2013
- → USガヴォッラーノ (loan) 2013
- ACパヴィーア 2013-2016
- SSテーラモ・カルチョ 2016-2017
- モデナFC 2017
- イモレーゼ・カルチョ1919 2017-

## 個人成績
| 国内大会個人成績 | 国内大会個人成績   | 国内大会個人成績 | 国内大会個人成績   | 国内大会個人成績 | 国内大会個人成績 | 国内大会個人成績 | 国内大会個人成績 | 国内大会個人成績 | 国内大会個人成績 | 国内大会個人成績 | 国内大会個人成績 |
| 年度             | クラブ             | 背番号           | リーグ             | リーグ戦         | リーグ戦         | リーグ杯         | リーグ杯         | オープン杯       | オープン杯       | 期間通算         | 期間通算         |
| 年度             | クラブ             | 背番号           | リーグ             | 出場             | 得点             | 出場             | 得点             | 出場             | 得点             | 出場             | 得点             |
| イタリア         | イタリア           | イタリア         | イタリア           | リーグ戦         | リーグ戦         | イタリア杯       | イタリア杯       | オープン杯       | オープン杯       | 期間通算         | 期間通算         |
| ---------------- | ------------------ | ---------------- | ------------------ | ---------------- | ---------------- | ---------------- | ---------------- | ---------------- | ---------------- | ---------------- | ---------------- |
| 2009-10          | フィオレンティーナ | 45               | セリエA            | 1                | 0                | 1                | 0                | -                | -                | 2                | 0                |
| 2010-11          | フィオレンティーナ | 36               | セリエA            | 0                | 0                | 1                | 0                | -                | -                | 1                | 0                |
| 通算             | イタリア           | イタリア         | フィオレンティーナ | 1                | 0                | 2                | 0                | -                | -                | 3                | 0                |
| 総通算           | 総通算             | 総通算           | 総通算             | 1                | 0                | 2                | 0                | -                | -                | 3                | 0                |

- 2010年1月14日 - プロ初出場 - キエーヴォ戦（スタディオ・アルテミオ・フランキ (フィレンツェ)）
- 2010年5月16日 - セリエA初出場 - バーリ戦（スタディオ・サン・ニコラ）

## 注
1. ↑  Italia U17, eliminati gli Usa E' ai quarti del Mondialegazzetta.it（2009-11-4）（イタリア語）,2010-1-16閲覧
2. ↑  FIGCオフィシャル（イタリア語）,2010-1-16閲覧
3. 1 2  Under 21, i convocati di Casiraghi per la gara con la Bosniasport.it（2009-10-5）（イタリア語）,2010-1-16閲覧
4. ↑  Federico Carrarounder21.wordpress.com（2009-6-23）（イタリア語）,2010-1-16閲覧
5. ↑  Viareggio, avanti le grandigazzetta.it（2010-2-7）（イタリア語）,2010-2-9閲覧
6. ↑  CAMPIONATO ALLIEVI NAZIONALI 2008-09campionatoprimavera.com（イタリア語）,2010-2-13閲覧
7. ↑  同大会にはカッラーロの他にピエトロ・イエメッロ、ミケーレ・カンポレーゼ、アンドレア・バグナイらの、フィオレンティーナのアッリエーヴィ優勝メンバーも招集されており、イタリア代表が記録した全6得点の内、5得点がこのメンバーによるものである（カッラーロ2得点、イエメッロ2得点、カンポレーゼ1得点）。
8. ↑  FIFAオフィシャル　※アルジェリア戦動画 Archived 2009年2月20日, at the Wayback Machine.
9. ↑  FIFAオフィシャル　※スイス戦動画 Archived 2009年2月20日, at the Wayback Machine.